# Francesc Perramon i Pla
Francesc Perramon i Pla (Manresa 1907 – Barcelona 1992) fou un impressor i periodista col·laborador del diari Pàtria fins al 1930. D'idees socialistes des de 1928. Fou membre del Bloc Obrer i Camperol i del Partit Obrer d'Unificació Marxista (POUM). Fou membre actiu de diverses entitats, especialment esportives. Quan es jubilà passà a residir a Barcelona.
Treballava a la impremta Ibèrica de Barcelona quan es proclamà la República. El 1935 fundà i dirigí la Crònica Comarcal d'Esports. Fou un defensor entusiasta de l'Ateneu Popular de Manresa.
Acabada la guerra, tornà a Manresa a exercir de periodista. Treballà al diari barceloní La Prensa fent una columna diària sobre Manresa i comarca. També col·laborà a La Hoja del Lunes. Fou redactor en cap del diari Manresa i, durant molts anys, fou director del Manresa Deportiva. Va ser el primer corresponsal de l'agència Efe a Manresa.